# Claus Felix von Amsberg
Claus Felix Friedrich Leopold Gabriel Archim Julius August von Amsberg (Rehna, 1 september 1890 – Jasebeck, 19 december 1953) was de vader van Claus van Amsberg, echtgenoot van Beatrix der Nederlanden.

## Biografie
Amsberg werd geboren als telg uit het geslacht von Amsberg en zoon van Wilhelm von Amsberg (1856-1929) en Elise von Vieregge (1866-1951). Hij was vanaf 1917 rentmeester op een landgoed, na een mislukt avontuur als planter in Afrika. In 1928 vertrok Von Amsberg met zijn gezin naar Tanganyika, het latere Tanzania, waar hij tot het uitbreken van de Tweede Wereldoorlog bedrijfsleider werd van een Duits-Britse koffie- en sisalplantage. Tijdens de oorlog werd hij vastgehouden in Afrika en kwam pas in 1947 weer vrij.
Amsberg trouwde op 4 juli 1924 met Gösta Julie Adelheid Marion Marie Freiin von dem Bussche-Haddenhausen. Samen kregen ze zes dochters en één zoon: Claus van Amsberg (1926-2002) die trouwde met Beatrix prinses van Oranje-Nassau en later koningin der Nederlanden.
Amsberg overleed in 1953 aan een hartstilstand.

## Vermeende zelfmoord
Zijn zoon, prins Claus, dreigde in 1988 het Nederlandse tijdschrift Story voor de rechter te slepen, omdat het roddelblad in de tweede uitgave van 1988 ten onrechte gepubliceerd had dat zijn vader zelfmoord had gepleegd. Het weekblad voorkwam een rechtszaak door de informatie te rectificeren en betaalde een bedrag van 25.000 gulden aan de prins die op voorspraak van Claus geschonken werd aan het Rode Kruis. Story had naar eigen zeggen de tekst overgenomen uit een artikel in roddelblad Weekend uit 1983. Daarop had de prins niet gereageerd. In 1984 moest een uitgave van Axel Springer op last van de prins eveneens een bericht rectificeren, waarin stond dat zijn vader zelfmoord had gepleegd.